# Папакирьякопулос, Христос
Христос Димитриу Папакирьяко́пулос (греч.  Χρήστος Δημητρίου Παπακυριακόπουλος , более известный в англоязычной среде как «Papa»; 29 июня 1914, Афины — 29 июня 1976, Принстон (Нью-Джерси)) — греческий и американский математик, специализировавшийся в геометрической топологии.

## Молодость
Христос Папакирьякопулос родился в 1914 в афинском пригороде Халандри, в семье торговца тканями Димитриоса Папакирьякопулоса и Зои Лица, также из семьи богатых коммерсантов.
Христос и его младший брат Никос выросли в достатке. Кроме школы и бабушки Ангелики Лица, в их образовании приняли участие две гувернантки — немка и англичанка.
Никос погиб в 1944 году, сражаясь в звании младшего лейтенанта в составе 3-й Греческой горной бригады при взятии итальянского города Римини.
После года учёбы в Первой гимназии Афин, Христос поступил в июле 1927 года в Училище Варвакиса.
Выразил желание поступить в Афинский университет, но по настоянию отца, который не хотел видеть своего сына «учителёнком», поступил на строительный факультет Афинского политехнического университета.
Однако его страсть к математике преобладала и на третьем курсе он перешёл на физико-математический факультет Афинского университета и получил диплом в 1938 году.
Принял участие в победной для греческого оружия Греко-итальянской войне. (1940—1941) сражаясь в Албании.
Нет информации о его какой-либо причастности к Греческому Сопротивлению в годы тройной, германо-итало-болгарской, оккупации Греции (1941—1944).
Он работал уединившись в Афинском университете и получил титул доктора наук в 1943 году, после рекомендации известного греческого и немецкого математика Константина Каратеодори.
После Освобождения был принят помощником профессора на строительный факультет Политехнического университета, но его левые убеждения и характер вынудили его подать в отставку.
Люди, знавшие его в тот период, описывают его отшельником.
Атмосфера гражданской войны (1946—1949), в которой жила Греция, давила на него и он искал возможность покинуть страну.

## Карьера
В 1948 году он был приглашён американским математиком Ральфом Фоксом (Ralph Fox (1913—1973) в Принстонский университет в качестве гостя математического факультета.
Фокс был впечатлён письмом Папакирьякопулоса, в котором он доказывал Лемму Дена.
Доказательство оказалось ошибочным, но спонсорство Фокса продолжилось много лет и позволило Папакирьякопулосу работать с математикой без беспокойства о финансовой поддержке.
Результат работы Папакирьякопулоса пришёл через много лет.
Папакирьякопулос более всего известен своим доказательством Леммы Дена, Теоремы петли, Теоремой о сфере.
За эту работу в 1964 году он был награждён первой (стал её первым лауреатом) Премией Веблена по геометрии.
Следующий необычный лимерик был составлен американским математиком Джоном Милнором, принимая участие в проекте, где работа каждого математика Принстона должна была сведена в лимерик:
The perfidious lemma of Dehn
Was every topologist’s bane
      'Til Christos D. Pap-
      akyriakop-
oulos proved it without any strain.
Это может быть единственный лимерик, в котором одно слово (Папакирьякопулос) занимает три линии.
В русском переводе эта деталь теряется:
Вероломнейшая лемма Дена
Пред топологом ставила стену.
Но явился Христос
Папакирьякопулос,:Доказав эту лемму мгновенно
Американский и израильский математик Роберт Ауманн писал по этому поводу: "…математик по имени Папакирьякопулос нашел решение общей проблемы асферичности. Он работал над этим восемнадцать лет в Принстонском университете, хотя официально там не работал. Он получал своего рода стипендию. Целых восемнадцать лет он сидел в библиотеке и работал над поиском решения данной проблемы! За это время он практически ничего не опубликовал, лишь несколько работ по данной теме — за год или за два до того, как нашел решение этой большой проблемы. Его решение и доказательство были удивительно красивы. А затем он исчез и никто никогда больше о нём не слышал. Больше он ничего не открыл. Это как кактусы, которые цветут лишь раз в восемнадцать лет.
В действительности «Папа» не исчез, он вновь уединился, работая с начала 1960-х, в основном, над Гипотезой Пуанкаре, Но эта его работа была прервана его смертью в .1976 году от рака желудка, в возрасте 62 лет.
Гипотеза Пуанкаре́ была подтверждена через 26 лет после смерти Папакирьякопулоса, в 2002 году, российским математиком Григорием Перельманом.

## Личность Папакирьякопулоса
Папакирьякопулос симпатизировал левым политикам
Когда он переехал жить в США, греческие власти сообщили американским властям, что он является «коммунистом».
Он был по характеру затворником, проводя бо́льшую часть своего времени в своём офисе, слушая своего любимого Вагнера
Легенда вокруг Папакирьякопулоса гласит, что на протяжении 25 лет своей жизни в США, он жил в одной и той же гостиничной комнате, в которой он поселился по прибытии в страну, и что всё его имущество находилось в его первоначальном багаже